# تام پاورز
تام پاورز (انگلیسی: Tom Powers؛ ۷ ژوئیهٔ ۱۸۹۰ – ۹ نوامبر ۱۹۵۵) یک هنرپیشه اهل ایالات متحده آمریکا بود. وی بین سال‌های ۱۹۱۱ تا ۱۹۵۵ میلادی فعالیت می‌کرد.
از فیلم‌ها یا برنامه‌های تلویزیونی که وی در آن نقش داشته است می‌توان به دختر کشاورز، غرامت مضاعف، گرتی دایناسور، فرشته و راهزن، ژولیوس سزار، کوکب آبی، چاه، بارنابی روج اشاره کرد.